# Mons Meg
Mons Meg («Монс Мег») — тяжёлая бомбарда, одно из немногих сохранившихся кованых орудий XV века. Происхождение орудия туманно, хотя, вероятнее всего, пушка была изготовлена по приказу Филиппа III Доброго, герцога Бургундского, в 1449 году, и спустя 8 лет преподнесена им в дар королю Шотландии Якову II. Имея калибр 520 мм, «Монс Мег» входит в число крупнейших в мире орудий, использующих каменные ядра. В настоящее время находится в Эдинбургском замке (Эдинбург, Шотландия).
Монс Мег упоминается в романе «Роб Рой» Вальтера Скотта.

## Характеристики и технология изготовления
По соотношению калибра и длины ствола, по современной классификации относится к мортирам.
- Длина общая: 406 см
- Длина камеры: 126 см
- Вес: 6,6 тонн
- Диаметр снаряда: 50 см
- Вес снаряда: 175 кг
- Угол возвышения: 45°
- Дальность стрельбы 1200 м